# Ніч у маю
«Ніч у маю» — музичний художній фільм 1991 року режисера Юрія Ткаченка.

## Сюжет
Молода канадійка, яка приїхала в Україну, пізнає історію свого родоводу завдяки прекрасним українським пісням і танцям.

## У ролях
| - Віра Жовкевич - Вадим Писарів - Йосип Найдук - Анатолій Білий - Костянтин Артеменко - Ніна Матвієнко - Станіслав Рій - Володимир Онищенко - Валерій Наконечний - Лада Мельничук - Наталія Ковалишин |  | - Галина Шумська - Михайло Брижатий - Юрій Волощак - Тарас Дідул - Петро Дідул - Петро Гончар - Василь Жданкін - Григорій Козій - Ігор Лучин - Тарас Олещук |

## Творча група
- Режисер: Юрій Ткаченко, Герш Зільберман
- Автор сценарію: Михайло Ткач, Остап Гамуляк
- Художник-постановник: Віталій Шавель
- Композитор: Євген Станкович
- Звукорежисер: Леонід Мороз, Мирослав Бондарчук
- Оператори-постановники: Андрій Бандровський, Віктор Кріпченко, Карл Шерер
- Монтажери: Ганна Брюнчугіна, Євгенія Головач, Світлана Кули
- Головний консультант: Володимир Нероденко
- Художник по костюмах: Сталіна Рудько
- Костюмер: Вікторія Ольховська